# Girolamo da Correggio
Girolamo di Correggio o Girolamo Austriaco (Correggio, febrero de 1511 - Roma, 9 de octubre de 1572) fue un eclesiástico italiano. 

## Vida

### Primeros años
Fue el segundo hijo del conde Giberto VII, señor del condado de Correggio, dependiente del Sacro Imperio Romano Germánico, y de Veronica Gambara, que destacó por sus habilidades poéticas. 
Huérfano de padre desde los siete años, a los diecisiete marchó a Bolonia, donde su tío materno Uberto Gambara era gobernador, para estudiar en aquella universidad derecho canónico y civil, filosofía y arte militar. A su regreso a Correggio, se ocupó del gobierno del estado, junto con su hermano Ippolito y sus primos Manfredo y Gianfrancesco. De esta época data su relación con Paola Piloia, hija del castellano de Correggio, con quien en 1540 tuvo un hijo natural llamado Alessandro, que sería legitimado treinta años después. 

### Ascenso eclesiástico
Bajo la protección de su tío Uberto, que en 1539 había sido nombrado cardenal por el papa Paulo III, tomó el estado eclesiástico, marchó a Roma y entró al servicio del cardenal Alessandro Farnese. 
Formaba parte del séquito papal cuando en 1541 se entrevistaron en Lucca Paulo III y el emperador Carlos V en el contexto de las guerras italianas, y también cuando dos años después ambos volvieron a encontrarse en Busseto. Fue por estas fechas que el cardenal Farnese intentó asignarle ciertos beneficios eclesiásticos en la diócesis de Reggio Emilia, lo que motivó un fuerte altercado con el cardenal Cervini, que era su obispo. 
En abril de 1545 viajó junto con Farnese hasta Worms para pactar la alianza entre el Imperio y la Santa Sede en vísperas de la Guerra de la Liga de Esmalcalda, y en septiembre del mismo año lo hizo a Francia en calidad de nuncio extraordinario para expresar al rey Francisco I sus condolencias por la muerte del duque de Orleans Carlos de Valois.
Participó en la la elección de Julio III como conclavista de Farnese, pero la muerte de su madre en 1550 y la de su hermano Ippolito dos años después, le obligaron a volver a Correggio para ocuparse del gobierno de los estados, alternándose entre éste y el servicio al cardenal. 
En 1556 viajó a Bruselas para tratar con el emperador Carlos y el príncipe Felipe la restitución de Piacenza a los Farnese. Durante su ausencia, sus primos Camillo y Fabrizio entraban en la liga formada por la Santa Sede, Francia, y Ferrara contra España y el Sacro Imperio, y  a su regreso Girolamo dirigió las tropas que restablecieron el orden en el condado.

### Arzobispo y cardenal
Pío IV le creó cardenal diácono en el consistorio de 1561; promovido a cardenal presbítero, recibió el capelo y el título de San Giovanni a Porta Latina, que posteriormente cambiaría por los de San Stefano al Celio (1562), San Martino al Monte (1568), Santa Prisca (1570) y Santa Anastasia (1570). 
En 1569 Felipe II recompensó su fidelidad a España con el arzobispado de Tarento; recibió la consagración en enero del año siguiente en la Capilla Sixtina de manos del cardenal Otto Truchsess, asistido por el patriarca de Jerusalén Antonio Helius y por el arzobispo de Chieti Marcantonio Maffei. En observancia de las disposiciones del concilio de Trento que imponían su residencia en la sede, Girolamo proyectó su traslado a la misma, pero sus condiciones de salud se lo impidieron; gestionó el gobierno de su iglesia mediante su vicario general Simone Giaccarelli. 
Todavía en 1571 viajó como legado extraordinario a Ancona para fortificarla contra las amenazas de los turcos. 
De regreso en Roma, fallecido Pío V, asistió al cónclave de 1572 en que fue elegido papa Gregorio XIII. Muerto en octubre de ese mismo año a los 61 de edad, fue sepultado en la iglesia de San Silvestro al Quirinale de esta ciudad.